# Carlo Cadorna
Carlo Cadorna (Pallanza, 8 dicembre 1809 – Roma, 2 dicembre 1891) è stato un politico italiano, fratello maggiore del generale Raffaele Cadorna.

## Biografia

### Primi anni
Nasce l'8 dicembre 1809, a Pallanza, sul lago Maggiore, in una famiglia di tradizioni militari, fortemente legata, oltre che al Piemonte, alla Lombardia.
Mentre il fratello minore, Raffaele, intraprende una brillante carriera militare, Carlo Cadorna si iscrive alla facoltà di legge dell'Università degli studi di Torino, dove si laurea il 5 giugno 1830, ed entra come praticante nello studio dell'avvocato Luigi Colla, cominciando nel contempo ad occuparsi di politica e di letteratura.
La sua frequentazione di gruppi liberali suscita le preoccupazioni del padre, che nel 1833 lo richiama a Pallanza, dove prosegue la pratica forense e comincia ad occuparsi di economia, agricoltura e istruzione. Tornerà su queste tematiche anche in seguito, fondando, nel 1837, "l'Album letterario e scientifico", un periodico dedicato alle tematiche dell'istruzione infantile.
Giudice aggiunto al tribunale provinciale di Pallanza dal 1835 al 1837, esercita in seguito le funzioni di giudice aggiunto anche presso il tribunale di Casale Monferrato (1840-1844), ma non abbandona la sua attività politico-educativa, fondando asili infantili e contribuendo all'istituzione della Società agraria piemontese, che più di ogni altra contribuì al dibattito politico ed economico sabaudo negli anni immediatamente precedenti lo Statuto Albertino.
Nel 1847 l'associazione organizza l'importante congresso agrario di Casale, nel quale si coalizzano le forze liberali presenti in Piemonte, che invitano la monarchia a procedere sulla strada delle riforme.
Poco dopo fonda a Casale, insieme a Giovanni Lanza e Filippo Mellana, un periodico dal titolo "Il Carroccio", inizialmente caratterizzato in senso giobertiano e progressivamente spostatosi su posizioni di sinistra liberale.

### Ingresso in politica
Nelle elezioni del 27 aprile 1848 Cadorna è eletto deputato per il collegio di Pallanza. Sarà rieletto consecutivamente altre sei volte, fino alla nomina a senatore nel 1858. Alla Camera si distingue per importanti interventi, sostenendo la politica di Carlo Alberto e cercando di affermare un'interpretazione in senso parlamentare del regime costituzionale.
Nel dicembre 1848 entra nel Governo Gioberti come Ministro della pubblica istruzione. Dopo le dimissioni di Gioberti del 21 febbraio 1849 e il rimpasto ministeriale operato da Agostino Chiodo, acquisisce un ruolo di primo piano nella condotta del Governo e nella ripresa delle ostilità contro l'Impero austriaco.
Partecipa alla battaglia di Novara del 23 marzo 1849, raccogliendo l'atto di abdicazione di Carlo Alberto e trattando con lo stato maggiore austriaco le condizioni dell'armistizio. Al pari degli altri ministri, è sottoposto ad inchiesta parlamentare per la condotta della guerra, ma riesce a scagionarsi con efficacia.
Con le dimissioni del Governo Chiodo (27 marzo 1849), riprende il suo posto in Parlamento, ed assume, insieme ad Urbano Rattazzi ed altri esponenti della sinistra liberale, una posizione contraria all'abbandono del programma unitario, proponendo un ordine del giorno con il quale si subordina la firma del trattato di pace con l'Austria alla risoluzione del problema degli esuli lombardi. A seguito dell'approvazione dell'ordine del giorno, il Governo de Launay presenta le dimissioni e la Camera viene sciolta.
Con l'elezione della nuova Camera Cadorna è ormai uno degli esponenti di spicco del centro-sinistra. Vicepresidente della Camera nella seconda sessione della V legislatura (1855-1856), è eletto Presidente nella terza sessione della stessa legislatura e riconfermato nella VI legislatura (8 gennaio 1857-14 luglio 1858).
Alla fine del 1856 il Presidente Carlo Bon Compagni di Mombello lascia la Presidenza della Camera per assumere le funzioni di ministro plenipotenziario presso la Corte di Toscana. Il 7 gennaio 1857 è eletto Presidente al primo scrutinio Carlo Cadorna, con 70 voti su 119 votanti. L'elezione di Cadorna, già Vicepresidente della Camera, vede una nuova affermazione della maggioranza di centro guidata da Cavour in un contesto politico segnato da un rafforzamento della destra cattolica. Nel breve discorso di insediamento, Cadorna adotta un tono strettamente istituzionale, esprimendo una sentita fiducia verso la Camera e gli ordinamenti costituzionali del Regno di Sardegna. Non manca però di evocare la recente partecipazione dell'esercito piemontese alla guerra di Crimea e la speranza di migliori destini per l'Italia.
All'inizio della VI legislatura, Carlo Cadorna è confermato alla Presidenza della Camera, il 16 gennaio 1858, dopo che le elezioni del 15 e 18 novembre 1857 hanno portato ad un'affermazione delle forze della destra, indebolendo la maggioranza cavouriana. Non a caso, Cadorna prevale solo al secondo scrutinio, con 88 voti su 135. Nel suo discorso di insediamento, egli richiama soprattutto i valori che sono stati alla base dell'azione del Parlamento nella legislatura precedente: l'affermazione del diritto dell'Italia all'indipendenza nazionale, la difesa dello Stato dalle ingerenze della Santa Sede, la tutela e la promozione delle libertà costituzionali. Assicura inoltre che la sua direzione dei lavori garantirà un'esatta ed imparziale osservanza del Regolamento. Nominato senatore il 29 agosto 1858, Cadorna lascerà la Presidenza accompagnato da un'universale stima per la sua correttezza istituzionale
Durante tutti gli anni cinquanta svolge un'attività parlamentare particolarmente intensa, contribuendo in particolare all'elaborazione delle leggi di separazione tra Stato e Chiesa. Fu relatore della legge di soppressione degli Ordini religiosi del 29 maggio 1855 e si espresse per un principio di Separazione tra Stato e Chiesa secondo cui alla Chiesa spetterebbe soltanto il potere spirituale sui «pensieri, le aspirazioni, le credenze», mentre i beni della Chiesa debbono essere sottoposti alla giurisdizione dello Stato.
L'attività di Cadorna alla Camera si chiude il 29 agosto 1858, quando è nominato senatore. Poco dopo, il 10 ottobre entra nel Governo Cavour come Ministro della pubblica istruzione (18 ottobre 1858-19 luglio 1859).
Anche in questo caso, il ministero di Cadorna coincide con un periodo di guerra, la seconda guerra d'indipendenza italiana, e si conclude bruscamente, con le dimissioni dell'intero Governo all'indomani della pace di Villafranca.
Il 19 luglio 1859 è nominato consigliere di Stato e partecipa alla commissione di studi legislativi proposta da Luigi Carlo Farini il 16 maggio 1860 per l'esame dei progetti sull'ordinamento amministrativo dello Stato preparati dallo stesso Farini e da Marco Minghetti. Avversario dell'ordinamento regionale, si esprime a favore di un ampio decentramento amministrativo imperniato sui prefetti ed è relatore dei disegni di legge sull'unificazione amministrativa.
La sua attività in Senato e al Consiglio di Stato è rallentata da cattive condizioni di salute, che lo costringono a frequenti congedi. Il 27 marzo 1865 è eletto Vicepresidente del Senato e poco dopo, in maggio, prefetto di Torino, un compito di estrema delicatezza dopo i sanguinosi moti del 1864, causati dal trasferimento della capitale a Firenze. Dotato di equilibrio ed autorevolezza, riesce a garantire l'ordine pubblico con moderazione, tanto che le manifestazioni per il primo anniversario dei tumulti (20- 21 settembre 1865) si svolgono senza incidenti.
Esaurito il suo compito, nel novembre 1865 Cadorna riprende il suo posto al Consiglio di Stato. Il 5 gennaio 1868 entra nel secondo Governo Menabrea come Ministro dell'interno (5 gennaio-10 settembre 1868). In questa veste, affronta con scrupolosa attenzione per la salvaguardia dei diritti costituzionali le difficili condizioni dell'ordine pubblico in Romagna, a Napoli e in Sicilia.
Il 10 settembre 1868 si dimette, in polemica con le modifiche apportate alle sue proposte di decentramento amministrativo e di definizione dei poteri delle prefetture.
Rientrato al Consiglio di Stato (10 novembre 1868), è nominato il 30 marzo 1869 vicepresidente del Consiglio del contenzioso diplomatico.

### Ruolo internazionale
L'11 aprile 1869 Menabrea lo nomina inviato straordinario e ministro plenipotenziario di prima classe a Londra. Rimane a Londra fino all'aprile 1875, occupandosi delle grandi questioni internazionali dell'epoca, dall'annessione di Roma alla successione al trono di Spagna, dal conflitto francoprussiano alla questione orientale. Nel periodo londinese Cadorna approfondisce anche la dimensione teorica delle relazioni internazionali, pubblicando diversi saggi e monografie, e stabilisce una salda amicizia con William Gladstone, più volte Primo ministro e personaggio di spicco della politica britannica.

### Ultimi anni
Il 4 dicembre 1874 assume la carica di Presidente del Consiglio di Stato, che conserverà fino alla morte. Nella sua funzione, Cadorna influenza notevolmente l'elaborazione della legislazione dello Stato unitario, occupandosi in particolare del problema dei rapporti tra Stato e Chiesa. Fermo nelle sue convinzioni di cattolico-liberale e tenace avversario del temporalismo, ma allo stesso tempo lontano da ogni forma di anticlericalismo, si occupa del rapporto tra Stato e Chiesa anche da un punto di vista teorico, in numerosi scritti, e può essere considerato uno dei più importanti ispiratori della politica ecclesiastica dell'Italia liberale.
Muore a Roma il 2 dicembre 1891.

## Galleria d'immagini

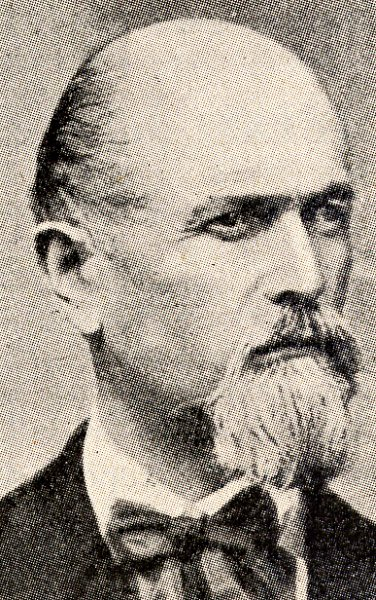
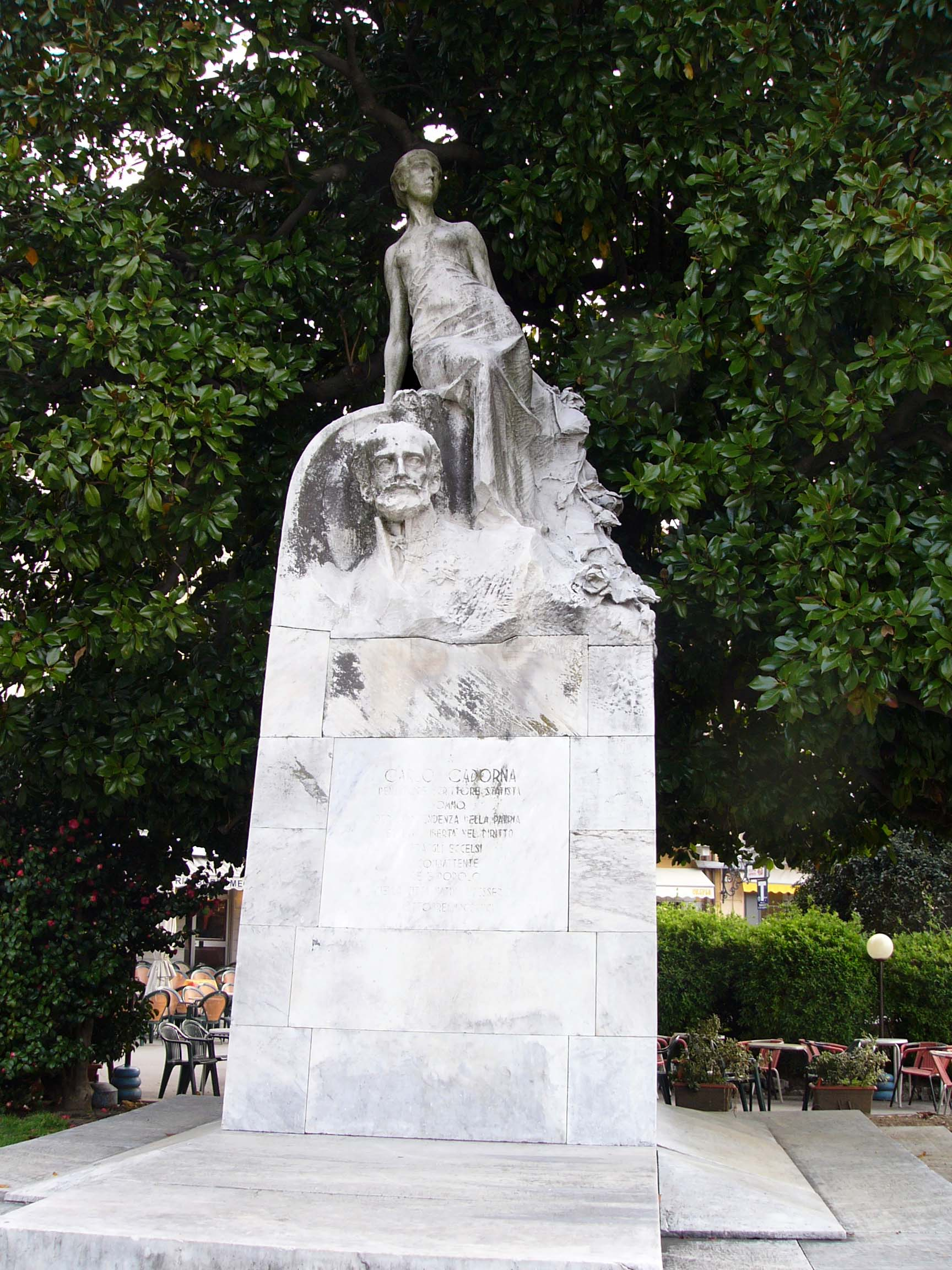
Monumento a Carlo Cadorna opera di Paolo Troubetzkoy sul lungolago di Verbania - Pallanza